# Hamonville
Hamonville település Franciaországban, Meurthe-et-Moselle megyében. Lakosainak száma 97 fő (2022. január 1.). Hamonville Ansauville, Bernécourt, Grosrouvres, Mandres-aux-Quatre-Tours és Royaumeix községekkel határos.

## Népesség
A település népességének változása:
| Lakosok száma | 54   | 64   | 132  | 105  | 94   | 91   | 96   | 100  | 100  | 97   |
|               | 1968 | 1982 | 1990 | 2006 | 2013 | 2015 | 2017 | 2019 | 2020 | 2022 |